# Cunégonde de Slavonie
Cunégonde de Slavonie (1245 – 9 septembre 1285) [alias Cunégonde de Rostislavna ; tchèque Kunhuta Uherská ou Kunhuta Haličská], reine de Bohême, fille du ban Rostislav IV de Kiev et d'Anne de Hongrie princesse de Tchernigov, est régente de Bohême de 1278 à sa mort.

## Sa famille
Née vraisemblablement sur les terres de son grand-père paternel, Michel Ier de Kiev, en Ruthénie, elle est la petite-fille de ce dernier Grand prince de Kiev, déposé par l’Empire mongol. Ses parents sont Rostislav IV de Kiev et Anne de Hongrie (1226-). À la mort du grand-duc Michel, Rostislav se réfugie en Hongrie, où son beau-père, Béla IV de Hongrie, le nomme gouverneur des pays serbophones de la vallée du Danube. Désormais gouverneur de Belgrade et de Slavonie, il va jusqu’à s’autoproclamer « empereur de Bulgarie » en 1256, mais sans réellement défendre ses droits sur cette région.
Cunégonde, en gage d’alliance de son grand-père maternel Béla, est mariée au roi Ottokar II de Bohême (env. 1233 – 1278) à Bratislava le 25 octobre 1261. Ottokar, prince de la dynastie des Přemyslides, vient de divorcer de Marguerite, duchesse d'Autriche (ca. 1204 – 1266), parce qu'elle ne lui a pas donné d'héritier.
Cunégonde, de 41 ans cadette de Marguerite, donne plusieurs enfants au roi Ottokar :
- Cunégonde de Bohême (janvier 1265 – 27 novembre 1321), qui épousera Boleslas II de Mazovie ;
- Agnès de Bohême (5 septembre 1269 – 17 mai 1296), qui épousera le duc Rodolphe II d'Autriche ;
- Venceslas II de Bohême (17 septembre 1271 – 21 juin 1305), son successeur au trône de Bohême.

## Reine de Bohême
Après dix années de trêve, l'avènement d’Étienne, oncle de Cunégonde, au trône de Hongrie, rallume la guerre entre la Bohême et la Hongrie. En 1278, le roi Ottokar entreprend de reprendre les territoires qu'il a dû céder à Rodolphe Ier du Saint-Empire en 1276. Il conclut diverses alliances et réunit une puissante armée, mais est défait et trouve la mort à la bataille de Marchfeld, près de Vienne le 26 août 1278.
La Moravie est conquise et confiée au gouvernement des lieutenants de Rodolphe, ne laissant à Cunégonde, désormais régente de Bohême, que la province de Prague, tandis que son fils, le jeune Venceslas, est fiancé de force à l’une des filles de Rodolphe, Judith.
Pour sa sécurité personnelle, Cunégonde se remarie à Prague en 1285 avec un baron de Bohême, le magnat Záviš, seigneur de Falkenštejn ; elle meurt quelques mois plus tard. Záviš lui survit et se remarie à la princesse Élisabeth de Hongrie. Il est exécuté sur ordre du roi le 24 août 1290.
Le fils de Cunégonde, Venceslas II, parvient à conserver le royaume de Bohême, puis même à s'assurer les couronnes de Pologne et de Hongrie, mais de façon précaire. À ce titre, Cunégonde est l'une des aïeules des actuelles maison de Luxembourg et de Habsbourg.